# Ровенський табір НКВС
Ровенський (Рівненський) табір НКВС (пол. Obóz NKWD w Równem, Obóz Rówieński NKWD), офіційно «Будівництво № 1 НКВС» (пол. Budowa Nr 1 NKWD) — стаціонарний будівельний табір, організований ГУШОСДОР НКВС СРСР згідно з наказом Лаврентія Берії № 0315 від 25 вересня 1939 р., для використання 25 000 польських військовополонених рядових і унтер-офіцерів на будівництві у максимально стислі строки «західноукраїнської дороги № 1» Новоград-Волинський—Рівне—Дубно—Львів, першу чергу якої планувалося закінчити вже до 15 грудня 1939 р., а «всі підготовчі та організаційні роботи» ГУШОСДОР і ГУТАБ НКВС СРСР мали завершити до 5 жовтня 1939 р. Про оплату праці бранців у наказі Берії не йшлося, а забезпечення їх продовольством, майном і медикаментами покладалося на ГУТАБ. Керівником будівництва (начальником табору) було призначено начальника УНКВС Горьківської області РРФСР, майора держбезпеки Івана Федюкова. Табір поклав початок використанню праці військовополонених в господарстві Української РСР. 
Поділявся на 6 табірних дільниць (за кількістю створюваних будівельних дільниць,) кожна з яких підпорядковувалася начальнику відповідної будівельної дільниці. 
У жовтні-листопаді 1939 р. близько 9 000 бранців з Рівненського табору Будівництва № 1 перевели на залізорудні копальні Кривбасу. За час «Будівництва № 1 НКВД» з місця роботи втекло близько 1,5 тис. осіб.
Згідно з Постановою РНК СРСР № 1626-390сс і наказом НКВС СРСР № 001177 від 3 жовтня 1939 р., польські військовополонені мали утримуватися в Рівненському таборі та його відділеннях до закінчення будівництва першої черги автошляху (до 15 грудня 1939 р), однак далі про цю
обіцянку не згадувалося. Станом на 8 жовтня 1939 р., на спорудження дороги було спрямовано 23 681 працездатного бранця, відібраного на приймальних пунктах УРСР. Будівельні роботи тривали до кінця літа 1940 р. За даними УПВ НКВС СРСР, станом на 23 липня 1940 р. у Рівненському таборі Будівництва № 1 утримувалося 14 599 полонених рядових і молодших командирів Війська Польського. 

## Львівський будівельний табір НКВС
Після закінчення прокладання дороги військовополонених, серед яких було чимало етнічних українців і білорусів — уродженців колишніх східних земель Польщі, по домівках так і не відпустили, а перевели для роботи на інший об’єкт, яким стало розпочате восени 1940 р. будівництво автодороги Проскурів—Тернопіль—Львів—Яворів—державний кордон. Для цього будівельний табір військовополонених Будівництва НКВС СРСР № 1 було передислоковано у Львів, а наказом НКВС СРСР № 001522 від 7 грудня 1940 р. оголошувалося «Положення про Львівський будівельний табір НКВС для військовополонених», яким передбачалося організувати в складі табору 11 табірних дільниць (за кількістю відповідних будівельних дільниць). Кожна табірна дільниця могла влаштувати не більш ніж три-чотири табірні пункти. Харчування військовополонених, забезпечення їх майном, паливом, медичне обслуговування, як і до цього, покладалося на ГУТАБ НКВС. Будівництво зобов’язувалося надати табору всі необхідні житлові та санітарно-побутові приміщення. З уваги на специфіку шляхового будівництва в таборі не виключалася і можливість розконвоювання деякої частини бранців. Порядок розконвоювання визначала спеціальна інструкція, але воно за жодних умов не поширювалося на військовополонених — уродженців окупованих Німеччиною теренів Польщі, а також тих бранців, які працювали на прикордонних будівельних дільницях №№ 9-11 та утримувалися в закріплених за ними табірних пунктах. Довідка УПВІ НКВС СРСР від 5 грудня 1943 р. засвідчує, що у Львівському таборі протягом будівництва шосе «Проскурів — західний кордон» утримувалося 14 135 бранців. Будівництво тривало до початку війни з Німеччиною, а 24 червня 1941 р. всіх військовополонених Львівського табору було евакуйовано до Старобільська, а звідти після підписання угоди Сікорський-Майський передали «представникам польської влади» для формування польських військових частин. Втрати контингенту під час евакуації становили 1834 особи.